# Hôtel de Fourcy (Rue de Jouy)
Hôtel de Fourcy je městský palác v Paříži v historické čtvrti Marais ve 4. obvodu na adrese 6, Rue de Jouy. Palác je od roku 1928 chráněn jako historická památka. Sídlí v něm Lycée Sophie-Germain.

## Historie
Palác byl v letech 1479–1601 sídlem několika členů rodiny Olivier, zejména Gastona Oliviera († 1552), kaplana Jindřicha II., a jeho bratrance Françoise Oliviera (1487–1560), kancléře Francie. V letech 1601–1798 palác vlastnila rodina Fourcy. Jean de Fourcy (1558–1625), člen královské rady a dozorce královských staveb a jeho syn Henri I. de Fourcy (kolem 1590–1638), taktéž dozorce královských staveb. Po něm majetek zdědil jeho syn Henri II. de Fourcy (1626–1708). Palác v roce 1798 prodala rodina Fourcy obchodníkovi s vínem. V 19. století byl pronajímán různým vzdělávacím institucím. V roce 1882 budovu koupilo město Paříž. Od roku 1880 zde sídlila ženská základní škola, od roku 1888 pod názvem Lycée Sophie-Germain.